# Július Šimon
Július Šimon (Lučenec, 19 luglio 1965) è un allenatore di calcio ed ex calciatore slovacco, di ruolo centrocampista.
Vanta 6 presenze in Coppa UEFA e 1 in Coppa delle Coppe UEFA.
Ha totalizzato più incontri e più gol con la DAC Dunajská Streda: 128 presenze e 28 marcature.

## Caratteristiche tecniche
È stato un centrocampista offensivo.

## Carriera
Durante la sua carriera da calciatore professionista ha giocato in squadre cecoslovacche, slovacche e austriache vestendo, tra gli altri, i colori di Petržalka e dell'Austria Vienna. Nel 2010 ha concluso la carriera da professionista dopo aver giocato per diversi anni in squadre mitteleuropee e ha intrapreso la carriera di allenatore con l'SC Ritzing: assunto il 1º luglio del 2012, il 20 ottobre dello stesso anno, dopo aver ottenuto 8 sconfitte e una vittoria in 9 giornate utilizzando almeno 3 moduli diversi, lascia l'incarico.